# Blažejovický potok
Blažejovický potok är ett vattendrag i Tjeckien. Det ligger i den centrala delen av landet, 80 km sydost om huvudstaden Prag.